# خان بدشت
خان بدشت (بالفارسية: کاروانسرای بدشت) هو خان تاريخي يعود إلى عصر السلالة الصفوية، ويقع في شاهرود.